# Gaisberg (Gemeinde Hollabrunn)
Gaisberg ist eine unbewohnte Katastralgemeinde der Gemeinde Hollabrunn im Bezirk Hollabrunn in Niederösterreich.

## Geografie
Die Katastralgemeinde befindet sich östlich von Hollabrunn am Beginn des Ernstbrunner Waldes. Die höchste Erhebung ist der 332 m ü. A. hohe Geisberg mit der Koliskowarte, die selbst allerdings schon zu Raschala gehört.

## Geschichte
Die Steuergemeinde Gaisberg gehörte bis Mitte des 19. Jahrhunderts zum Steuerbezirk Schönborn. Seit 1850 ist die Katastralgemeinde Teil der Gemeinde Hollabrunn. Im Adressbuch von Österreich war die Lage Gaisberg im Jahr 1938 als eine häuserlose, größtenteils bewaldete Ried verzeichnet.

## Bodennutzung
Die gesamte Fläche der Katastralgemeinde ist bewaldet und wird forstwirtschaftlich genutzt.